# بوتفگراد
بوتفگراد شهری در استان صوفیه کشور بلغارستان است که جمعیت آن در سال ۲۰۰۱ میلادی ۲۱٬۵۴۵ نفر بوده‌است.